# FAM32A
FAM32A (англ. Family with sequence similarity 32 member A) – білок, який кодується однойменним геном, розташованим у людей на короткому плечі 19-ї хромосоми. Довжина поліпептидного ланцюга білка становить 112 амінокислот, а молекулярна маса — 13 178.
| 10         |  | 20         |  | 30         |  | 40         |  | 50         |
| ---------- |  | ---------- |  | ---------- |  | ---------- |  | ---------- |
| MEAYEQVQKG |  | PLKLKGVAEL |  | GVTKRKKKKK |  | DKDKAKLLEA |  | MGTSKKNEEE |
| KRRGLDKRTP |  | AQAAFEKMQE |  | KRQMERILKK |  | ASKTHKQRVE |  | DFNRHLDTLT |
| EHYDIPKVSW |  | TK         |  |            |  |            |  |            |

A: Аланін

D: Аспарагінова кислота

E: Глутамінова кислота

F: Фенілаланін

G: Гліцин

H: Гістидин

I: Ізолейцин

K: Лізин

L: Лейцин

M: Метіонін

N: Аспарагін

P: Пролін

Q: Глутамін

R: Аргінін

S: Серин

T: Треонін

V: Валін

W: Триптофан

Задіяний у таких біологічних процесах, як апоптоз, клітинний цикл, альтернативний сплайсинг. 
Локалізований у ядрі.